# Monba (langue)
Cet article concerne la langue monba. Pour le peuple monba, voir Monba. Pour le monba de Motuo, voir Tshangla.
Le monba est une langue tibéto-birmane parlée en Inde, dans l'État de l'Arunachal Pradesh et en Chine, au Tibet par environ 9 900 Monba.
La langue est appelée monba de Tawang en Inde et monba de Cuona par les autorités chinoises. Elle est différente du tshangla qui porte le nom de monba de Motuo en Chine.

## Classification interne
Le monba appartient au sous-groupe des langues bodiques de la famille des langues tibéto-birmanes.

## Phonologie
Les tableaux présentent les phonèmes vocaliques et consonantiques de la variété de monba parlée en Chine, dans le xian de Cuona, situé au Tibet.

### Voyelles
|         | Antérieure                  | Centrale      | Postérieure   |
| ------- | --------------------------- | ------------- | ------------- |
| Fermée  | i [i] iː [iː] y [y] yː [yː] |               | u [u] uː [uː] |
| Moyenne | e [e] eː [eː]               | ʌ [ʌ] ʌː [ʌː] | o [o] oː [oː] |
| Ouverte | ɛ [ɛ] ɛː [ɛː]               | a [a] aː [aː] | ɔ [ɔ] ɔː [ɔː] |

### Consonnes
|               |               | Bilabiales | Alvéolaires | Alvéolaires | Rétrofl.  | Alv.-pal. | Dorsales | Dorsales | Glottales |
| ------------- | ------------- | ---------- | ----------- | ----------- | --------- | --------- | -------- | -------- | --------- |
| Centrales     | Latérales     | Bilabiales | Palatales   | Vélaires    | Rétrofl.  | Alv.-pal. |          |          | Glottales |
| Occlusives    | Sourde        | p [p]      | t [t]       |             |           |           |          | k [k]    | ʔ [ʔ]     |
| Occlusives    | Aspirées      | ph [pʰ]    | th [tʰ]     |             |           |           |          | kh [kʰ]  |           |
| Occlusives    | Sonore        | b [b]      | d [d]       |             |           |           |          | g [g]    |           |
| Fricatives    | sourdes       |            | s [s]       | ɫ [ɫ]       | ʂ [ʂ]     | ɕ [ɕ]     |          |          | h [h]     |
| Fricatives    | Sonore        |            | z [z]       |             |           | ʑ [ʑ]     |          |          |           |
| Affriquées    | Sourdes       |            | ts [t͡s]     |             | tʂ [t͡ʂ]   | tɕ [t͡ɕ]   | c [c]    |          |           |
| Affriquées    | Aspirées      |            | tsh [t͡sʰ]   |             | tʂh [t͡ʂʰ] | tɕh [t͡ɕʰ] | ch [cʰ]  |          |           |
| Affriquées    | Sonores       |            | dz [d͡z]     |             | dʐ [d͡ʐ]   | dʑ [d͡ʑ]   | ɟ [ɟ]    |          |           |
| Liquides      | Liquides      |            | r [r]       | l [l]       |           |           |          |          |           |
| Nasales       | Nasales       | m [m]      | n [n]       |             |           | ɳ [ɳ]     |          | ŋ [ŋ]    |           |
| Semi-voyelles | Semi-voyelles | w [w]      |             |             |           | j [j]     |          |          |           |

### Une langue tonale
Le monba est une langue tonale qui possède quatre tons dont les valeurs sont 55, 53, 35 et 31.

## Sources
- (zh) Huang Bufan (Éditeur) et Xu Shouchun, Chen Jiaying, Wan Huiyin, A Tibeto-Burman Lexicon, Pékin, Presses de l'Université Centrale des Minorités, 1992  (ISBN 7-81001-347-5)